# Paeon asymboli
Paeon asymboli is een eenoogkreeftjessoort uit de familie van de Sphyriidae. De wetenschappelijke naam van de soort is voor het eerst geldig gepubliceerd in 2003 door Turner, Kyne & Bennett.